# Эвотор
Эвото́р — российская ИТ-компания, производитель «умных» онлайн-касс (тип контрольно-кассовых машин) и программного обеспечения. По собственным данным компании, доля «Эвотора» на рынке онлайн-касс в сегменте малого и микробизнеса составляет 25 %. По состоянию на декабрь 2020 года в России было активировано 700 тысяч смарт-терминалов «Эвотор». По итогам 2019 года «Эвотор» вошёл в число трёх крупнейших поставщиков ИТ в ритейл с выручкой 6,825 млрд рублей.
В экосистему Эвотора также входят: магазин приложений для бизнеса «Эвотор.Маркет», оператор фискальных данных «Платформа ОФД», сервис оптовых закупок «на_полке», DMP-платформа и процессинговая платформа «Эвотор.PAY».

## Предпосылки
В июле 2016 года были приняты поправки к федеральному закону 54 «О применении контрольно-кассовой техники при осуществлении наличных денежных расчетов», обязывающие почти все категории предпринимателей использовать онлайн-кассы при продаже товаров и услуг и передавать данные в ФНС. Реализация реформы была намечена от крупного бизнеса к малому, в три этапа: с началом 1 июля 2017 для предприятий на упрощенной и общей системе налогообложения и плательщиков единого сельскохозяйственного налога, с 1 июля 2018 — для предприятий торговли и общепита, с 1 июля 2019 — полным переходом на новые правила для индивидуальных предпринимателей без сотрудников.
В 2016 году ёмкость нового рынка оценивали в 3 миллиона касс, в том числе 1,8 миллиона в сегменте малого бизнеса.

## История
Идея создания «Эвотора» (ЭВОлюция ТОРговли) принадлежала сооснователю Qiwi, предпринимателю и инвестору Андрею Романенко. Он начал её прорабатывать с лета 2015 и через полгода презентовал проект главе «Сбербанка Герману Грефу». В марте 2016 года стороны договорились о сотрудничестве.
8 июня 2016 года было объявлено о создании компании «Эвотор». Учредителями компании стали "Сбербанк (40 %), сооснователь Qiwi Андрей Романенко (30 %) и УК «АТОЛ» (30 %). В тот же день «Эвотор» представил первую «умную» онлайн-кассу российского производства, ориентированную
на малый и средний бизнес. Система работала на платформе Android и позволяла автоматизировать кассовую работу, учёт товара, оплату картой и отчетность (в том числе и в системе ЕГАИС).
В июне 2017 года компания открыла магазин приложений EvoStore (сейчас[когда?] — Эвотор.Маркет) для автоматизации торговых точек. Магазин открыт для внешних разработчиков и предполагает модель, схожую с магазинами приложений App Store и Google Play: компания забирает 30 % от выручки с приложений, 20 % отходит партнёрам, которые установили смарт-терминалы на торговую точку, а 50 % получает разработчик. К концу 2020 года число приложений выросло до 500.
В декабре 2017 года «Эвотор» начал выпускать фискальные накопители для онлайн-касс. По итогам года доля «Эвотора» в сегменте касс для малого и среднего бизнеса составила 14 %.
По итогам 2018 года у «Эвтора» было 350 тысяч касс, за год через смарт-терминалы прошёл 1 трлн рублей, это около 3 % от торгового оборота России
В марте 2019 году Сбербанк и «Эвотор» представили на MetroExpo онлайн-кассу со встроенным эквайрингом «Эвотор 5i». В апреле того же года компания запустила платформу платёжных решений «Эвотор.PAY» для дистанционного подключения эквайринга. Партнёрами стали выступили: «Русский Стандарт», «Альфа-банк», ВТБ, «МТС Банк», ПСБ, UCS.
В феврале 2019 года Сбербанк и «Эвотор» объявили о создании b2b-маркетплейса «на_полке» для оптовых закупок. Сервис ориентирован на владельцев продуктовых магазинов, ресторанов, кафе, гостиниц и т. д.. В ноябре 2019 года маркетплейс для малого и среднего бизнеса «на_полке» начал работать в Новосибирске, а через месяц — в Екатеринбурге.
В декабре 2019 года Эвотор представил собственную DMP-платформу (Data Management Platform) для таргетирования рекламных кампаний.
В мае 2020 года маркетплейс «на_полке» начал работать с физическими лицами. К этому времени b2b-маркетплейс работал в Москве и Подмосковье, Нижнем Новгороде, Новосибирске, Краснодаре и Екатеринбурге.
В июле 2020 года «Сбербанк» интегрировал сервис «Плати QR» в смарт-терминалы «Эвотор».
В ноябре 2020 года маркетплейс «на_полке» пришёл в Санкт-Петербург и Ленинградскую область. На платформе зарегистрировано более 44 000 пользователей и 400 поставщиков.
23 декабря 2020 года «Сбер» увеличил свою долю в капитале «Эвотора» до 69 %, выкупив долю ГК Атол за 2,1 млрд рублей. Оставшиеся 31 % контролировал Андрей Романенко. Стоимость компании на момент сделки оценивалась более чем в 7 млрд рублей. В тот же день Эвотор объявил о выходе на рынок технологий для крупного, среднего бизнеса и электронной коммерции. В 2021 году компания планирует начать производство «умных» фискальных регистраторов «Эвотор Power», сочетающих функциональность смарт-терминала и POS-системы.
В мае 2022 года «Сбер» продал «Эвотор» компании АО «Новые возможности». Сумма сделки по-прежнему не разглашается